# Université de Ratisbonne
L'université de Ratisbonne (en allemand : Universität Regensburg) est une université publique allemande située à Ratisbonne, en Bavière (Allemagne)

## Histoire
L'université de Ratisbonne fut fondée le 18 juillet 1962. Ce fut la quatrième université de l'État de Bavière et la première fondée après la Seconde Guerre mondiale. L'enseignement a débuté le 6 Novembre 1967.

## Facultés
Depuis la création de la faculté d'informatique et de sciences des données en 2020, l'université de Ratisbonne comprend douze facultés dont quelques-unes sont composées de plusieurs instituts:
- Faculté de théologie catholique
- Faculté de droit
- Faculté des sciences économiques
- Faculté de médecine
- Faculté d'informatique et de sciences des données
- Faculté de philosophie et de sciences d'art, d'histoire et sociales
- Faculté des sciences humaines
- Faculté de philologie, de littérature et des sciences culturelles
  - Institut d'études anglaises et américaines
  - Institut de langue et litérature allemandes
  - Institut de l'information et des médias, de la langue et de la culture
  - Institut de philologie classique
  - Institut de romanistique[2]
  - Institut de slavistique
- Faculté de mathématique
- Faculté de physique
- Faculté de biologie et de médecine préclinique
- Faculté de chimie et de pharmacie